# Zen Café
Zen Café ist eine finnische Rock-Band, die 1992 in Turku gegründet wurde. Die Band ist in Finnland sehr erfolgreich, im Ausland wurden die in finnischer Sprache verfassten Songs dagegen nicht veröffentlicht.
Die Band benannte sich auf Vorschlag des Bassisten Kari Nylander nach dem Buch Zen and the Art of Motorcycle Maintenance von Robert M. Pirsig.

## Diskografie

### Alben
- 1997: Romuna
- 1998: Idiootti
- 1999: Ua ua
- 2001: Helvetisti järkeä
- 2002: Vuokralainen
- 2003: Jättiläinen
- 2005: Laiska, tyhmä ja saamaton
- 2006: STOP

### Singles
- 2001: Mies, jonka ympäriltä tuolit viedään
- 2002: Aamuisin
- 2003: Ihminen
- 2003: Piha ilman sadettajaa
- 2004: Tavallaan jokainen on surullinen
- 2005: Taivas on kirkas ja napakka
- 2006: Rakastele Mua